# Пушкіно (Юхновський район)
Пушкіно (рос. Пушкино) — присілок в Юхновському районі Калузької області Російської Федерації.
Населення становить 9 осіб. Входить до складу муніципального утворення Присілок Погорєловка.

## Історія
Від 2004 року входить до складу муніципального утворення Присілок Погорєловка

## Населення
| 2002 | 2010 |
| ---- | ---- |
| 18   | ↘9   |